# Anima
Anima — третій студійний альбом англійського музиканта Тома Йорка, що вийшов 27 червня 2019 року на XL Recordings. Його спродюсував давній соратник Йорка — Найджел Ґодріч.
Anima включає електронну музику, створену під час живих виступів і студійної роботи, з темами тривоги та антиутопії. Він супроводжувався короткометражним фільмом режисера Пола Томаса Андерсона, який вийшов на Netflix і в окремих кінотеатрах IMAX, а також музичним відео на «Last I Heard (…He Was Circling the Drain)». Йорк вирушив у міжнародний тур на підтримку альбому; пізніші дати були скасовані через пандемію COVID-19.
Anima став першим альбомом Йорка номер один у чарті Billboard Dance/Electronic Albums. Він отримав позитивні відгуки та був номінований на «Найкращий альбом альтернативної музики» та «Найкраще пакування альбому або спеціальну обмежену серію» на премії «Греммі» 2020 року. Фільм Anima отримав схвалення критиків і був номінований на премію «Греммі» як «Найкращий музичний фільм». За альбомом вийшов міні-альбом «Not the News Rmx», який містить розширену версію пісні «Not the News» і ремікси.

## Написання та запис
Том Йорк написав Anima після періоду творчої кризи та хвилювання. Надихнувшись підходом електронного музиканта Flying Lotus, який імпровізує наживо з «лупами», Йорк і давній співавтор Найджел Ґодріч почали створювати пісні через живі виступи та роботу в студії. Йорк надсилав Найджелу незавершені треки, а Ґодріч редагував їх у коротші семпли та «лупи», до яких Йорк писав вокал.

## Промо та реліз
Anima рекламувалася за допомогою вірусної маркетингової кампанії. У червні 2019 року в містах в усьому світі з'явилися плакати з рекламою «Anima Technologies», компанії, яка стверджує, що може відновити втрачені сни за допомогою «камери снів». Дзвінок на рекламований номер призвів до попередньо записаного повідомлення про те, що «Anima Technologies» було «арештовано» через «незаконну діяльність», після чого програвалась частина треку «Not the News». За цим послідували графічні проєкції на визначні пам'ятки Лондона.
Йорк оголосив про Anima в соціальних мережах 20 червня. Альбом вийшов для завантаження та на потокових сервісах 27 червня 2019 року, після чого 19 липня 2019 року з'явилися компакт-диски та вінілові платівки. Вінілове видання включає бонус-трек «Ladies & Gentlemen, Thank You For Coming».
2 серпня Йорк випустив EP «Not the News Rmx» на цифрових платформах, що містив розширену версію «Not the News» плюс ремікси Марка Прітчарда, Кларка та Equiknoxx. Пізніше вийшла обмежена версія на білому вінілі. Музичне відео на пісню «Last I Heard (…He Was Circling the Drain)», відзняте на 16 мм-плівку з 3D і мальованою анімацією, вийшло 30 жовтня.
Щоб підтримати Anima, Йорк вирушив у міжнародний тур, виступаючи з Ґодрічем та художником Таріком Баррі. Північноамериканський тур мав розпочатися в березні 2020 року, але був скасований через пандемію COVID-19.

## Фільм
Вихід Anima супроводжувався 15-хвилинним фільмом режисера Пола Томаса Андерсона. Фільм Anima показували в деяких кінотеатрах IMAX і випустили на Netflix в день випуску альбому. У відео брали участь: дружина Йорка, актриса Даяну Рончіоне, а також хореографія Дем'єна Жале, операторська робота Даріуса Хонджі та проекці Таріка Баррі.
На веб-сайті агрегатора рецензій Rotten Tomatoes рейтинг схвалення фільму Anima становить 100 % на основі 22 оглядів із середнім рейтингом 8,05/10. Він був номінований як найкращий музичний фільм на премії «Греммі» 2020.

## Список композицій
Автор слів Том Йорк, автор музики Найджел Ґодріч та Том Йорк. 
| #     | Назва                                         | Тривалість |
| ----- | --------------------------------------------- | ---------- |
| 1.    | «Traffic»                                     | 5:16       |
| 2.    | «Last I Heard (...He Was Circling the Drain)» | 5:06       |
| 3.    | «Twist»                                       | 7:03       |
| 4.    | «Dawn Chorus»                                 | 5:23       |
| 5.    | «I Am a Very Rude Person»                     | 3:44       |
| 6.    | «Not the News»                                | 3:56       |
| 7.    | «The Axe»                                     | 7:00       |
| 8.    | «Impossible Knots»                            | 4:20       |
| 9.    | «Runwayaway»                                  | 5:56       |
| 47:44 |                                               |            |

## Персоналії

### Додаткові музиканти
- Джоуї Варонкер — барабани наприкінці «The Axe»
- Філ Селвей — прискорені барабани на «Impossible Knots»
- Лондонський сучасний оркестр і хор

### Технічний персонал
- Найджел Ґодріч — продакшн
- Боб Людвіг — мастерінг

### Дизайн
- Стенлі Донвуд
- Tchocky